# Dan Reed Network (Album)
Dan Reed Network ist das im Winter 1987 veröffentlichte Debütalbum der US-amerikanischen Band Dan Reed Network.

## Entstehung
Die Gruppe hatte 1986 die EP Breathless aufgenommen. Einige Zeit später wurde der damalige Keyboarder, Rick DiGiarllonado, durch Blake Sakamoto ersetzt, und die Gruppe begann eine Reihe von Auftritten, mit denen sie auf sich aufmerksam machte. Der deutschstämmige Konzertpromoter Bill Graham sah die Band im Club Key Largo in ihrer Heimatstadt Portland und übernahm das Management der Gruppe. Er machte Derek Shulman, der damals Vizepräsident bei Polygram war, auf die Band aufmerksam. Shulman vermittelte einen Schallplattenvertrag mit Mercury Records, einer Tochterfirma von PolyGram.
Dan Reed Network wurde in den Little Mountain Sound Studios in Vancouver, Kanada, aufgenommen. Produzent war der Inhaber der Studios, Bruce Fairbairn. Fairbairn konnte zu diesem Zeitpunkt auf seine bis dahin größten Erfolge zurückblicken: Das Bon-Jovi-Album Slippery When Wet war im Vorjahr von ihm produziert worden und hatte 12 Platinauszeichnungen erhalten, im laufenden Jahr hatte er bereits das Aerosmith-Album Permanent Vacation produziert, das fünf Platinauszeichnungen erhalten hatte. Der Produzent steuerte ein Trompetensolo zum Song Baby Don’t Fade bei.
Die Einleitung zum Titel Rock You All Night Long enthielt einen Teil des Songs Ain’t No Love In The Heart Of The City, der von Dan Walsh und Michael Price geschrieben worden war und unter anderem 1978 von Whitesnake für das Album Trouble aufgenommen worden. Für das Album nahm die Band insgesamt zwölf Titel auf, von denen sich keiner auf der Breathless-EP befunden hatte.
Die mangelhafte Promotion für das Album behinderte einen durchschlagenden Erfolg in den USA (Platz 95 der Billboard Hot 100). Def Leppards Hysteria erzielte nicht die von Mercury/Polygram erhofften Verkaufszahlen und das Label entzog daher neueren Künstlern die Unterstützung, um sich auf die erneute Etablierung der britischen Rockband auf dem amerikanischen Markt zu konzentrieren.
In Deutschland wurden die Titel Tamin’ the Wild Nights, Ritual, und Get to You als Singles ausgekoppelt.
Am 25. Oktober 2019 wurde das Album von Universal Music auf CD und Schallplatte wiederveröffentlicht. Es war dazu von Miles Showell in den Abbey Road Studios neu gemastert worden. Die Vinylausgabe bestand dabei aus zwei Schallplatten im Gatefold-Cover.

## Rezeption
Dan Reed Network wurde im Winter 1987 veröffentlicht und erhielt überwiegend positive Kritiken. Es erhielt unter anderem vier Sterne vom nicht so leicht zu überzeugenden Rolling Stone Magazine. Die Kritiker lobten überwiegend die Fähigkeit der Gruppe, Elemente des Heavy Funk mit Rock und Pop sowie einer für die Zeit radiofreundlichen Produktion zu verbinden.
Das Magazin Musikexpress schrieb, das Album sei „ein Auftakt nach Maß: Der verspieltvertrackte Einstieg World Has A Heart Too und das wuchtig marschierende Get To You“ steckten gleich „vortrefflich Reeds Koordinatensystem ab: Kraft und Vielfalt, pure Lust am Sound, gekoppelt mit musikalischem Witz und arrangementtechnischer Finesse.“ Die Band verstehe sich „auch auf majestätisch schwingende Balladen (Tamin’ The Wild Nights),“ doch bleibe „ihre eigentliche Domäne der schwer angefunkte Hardrock, den er hier mit "Forgot To Make Her Mine" noch einmal wie aus dem Lehrbuch“ vorexerziert werde. „Die absolute Bombe des Albums“ sei „der Smash-Hit“ Ritual, der „problemlos mit Single-Knallern wie Jump von Van Halen oder Bon Jovis Runaway auf eine Stufe zu stellen“ sei. Produzent Fairbairn wisse „mit dem brachialen Song-Potential hervorragend umzugehen,“ lasse „die wuchtigen Drums weit vorn stehen,“ dosiere „die Keyboards fast immer richtig“ und verschaffe „Dan Reed genügend Auslauf,“ gewähre „seiner Stimme erotisches Timbre und Präsenz.“ Allerdings sei auch „kaum zu überhören, daß es Dan Reed für den ganz großen Wurf noch am notwendigen langen Atem“ mangele, was auf der zweiten Platten-Seite „eher negativ zu Buche“ schlage. Da greife der Newcomer, textlich wie musikalisch, „mitunter allzu tief in die große Klischee-Kiste“ und drohe „vom vehement gestarteten Sprinter zum müde gewordenen Langstreckler zu verhungern“.
Die Zeitschrift Audio schrieb: „Die perfekte Synthese aus Funk, Hardrock und mehr. Die schwarz-weiße Newcomer-Band aus Oregon fetzt los, als sei Prince oder Van Halen hinter ihr her. Bei den funkig-rappig-verspielten Songs «World Has a Heart Too» und «Get to You» hält's niemand. Absolut charts-verdächtig: das rockige «Ritual».“ Außerdem schaffte es das Album in die Jahresbestenliste der Zeitschrift Musikexpress, wo es Platz 16 belegte. Als erste Single wurde Ritual ausgekoppelt, der Song knackte die Billboard Top 40 (Platz 38 am 7. Mai 1988) und lief bei MTV USA auf Heavy Rotation. Der Song hielt sich insgesamt elf Wochen in den Hot 100.

## Erscheinungsformen
Dan Reed Network erschien als Schallplatte, Compact Cassette und CD. Das Vinyl-Album enthielt eine Staubschutzhülle, die mit vollständigen Danksagungen, Produktionsnotizen und Songinformationen und Fotos bedruckt war. Die CD-Ausgabe enthielt nur die wesentlichen Informationen über Mitwirkende.

## Coverversionen
1997 erschien in Australien ein Sampler mit dem Titel A Bouquet of Barbed Wire, auf dem die Gothic-Rock-Band Meridian mit dem Network-Hit Ritual vertreten war. Außerdem veröffentlichte der Gitarrist Neil Zaza 2004 seine Version von Forgot To Make Her Mine auf seinem Album Melodica. Diese Instrumental-Aufnahme entstand bereits um das Jahr 2001 herum und wurde zusammen mit Blake Sakamoto, Daniel Pred, Brion James und Melvin Brannon aufgenommen. Leider gelang es Neil Zaza nicht, Dan Reed für ein gesprochenes Intro („Hey Neil, gimme some of that there guitar“, das auch beim Originalsong vorkam) zu gewinnen. An den Aufnahmen war auch Rob Daiker beteiligt, der heute noch mit Dan Reed zusammen arbeitet und Co-Produzent seines Albums Coming Up For Air ist.

## Titelliste
| Nr.          | Titel                    | Autor(en)                     | Länge |
| ------------ | ------------------------ | ----------------------------- | ----- |
| 1.           | World Has a Heart Too    | Dan Reed                      | 1:17  |
| 2.           | Get to You               | Reed                          | 4:48  |
| 3.           | Ritual                   | Reed                          | 4:31  |
| 4.           | Forgot to Make Her Mine  | Reed                          | 4:52  |
| 5.           | Tamin’ the Wild Nights   | Reed                          | 4:12  |
| 6.           | I’m So Sorry             | Reed                          | 4:33  |
| 7.           | Resurrect                | Reed                          | 5:41  |
| 8.           | Baby Don’t Fade          | Reed                          | 4:55  |
| 9.           | Human                    | Reed                          | 3:40  |
| 10.          | Halfway Around the World | Reed                          | 4:35  |
| 11.          | Rock You All Night Long  | D. Frank, M. Murphy, Dan Reed | 5:43  |
| 12.          | Tatiana                  | Reed                          | 2:45  |
| Gesamtlänge: | Gesamtlänge:             | Gesamtlänge:                  | 50:16 |